# 魯米亞車站
魯米亞車站（波蘭語：Stacja Rumia）是位於波蘭濱海省魯米亞的鐵路車站。該車站於1880年啟用，列車服務由波兰国家铁路、Polregio和三聯市快速城市軌道運營。